# Daisy Lowe
 Daisy Lowe (Westminster, 27 januari 1989) is een Engels model. Ze is de dochter van Pearl Lowe en Gavin Rossdale.
Lowe groeide op in Londen. Ze bleef bij haar grootouders wonen toen haar moeder naar Hampshire verhuisde om zo haar studie aan de South Hampstead High School af te maken.
Lowe begon op jonge leeftijd als model te werken. Toen ze 12 jaar oud was deed ze enkele fotoshoots. Op haar 15e werd ze benaderd door een medewerker van het Londense modellenbureau Select, en tekende hier een contract. In 2009 deed ze modellenwerk voor de Italiaanse editie van het tijdschrift Vogue. Tevens verving ze dat jaar Cole Mohr als het gezicht van Marc by Marc Jacobs.

## Filmografie
- The First Days of Spring als Diane (2009)
- Confine als Pippa / Edwina (2013)
- Pressure als Emily Lou (2015)
- Absolutely Fabulous: The Movie als zichzelf (2016)
- Tulip Fever als Carolijn (2017)
- Teen Spirit als Teen Spirit Host (2018)